# Olgierd Zienkiewicz
Olgierd Cecyl Zienkiewicz (ur. 18 maja 1921 w Caterham, zm. 2 stycznia 2009 w Swansea) – brytyjski inżynier i matematyk polskiego pochodzenia.

## Życiorys
Syn Kazimierza Zienkiewicza i Edith Violet Penny. W dzieciństwie przyjechał do Polski, uczył się w gimnazjum im. Mikołaja Kopernika w Katowicach. Przed wybuchem II wojny światowej powrócił do Wielkiej Brytanii. Studiował w Imperial College na University of London, w 1945 otrzymał tytuł Bachelor of Science, a w 1946 polski tytuł inżyniera w Radzie Akademickich Szkół Technicznych (PUNO). Do 1949 pracował przy budowie zapory wodnej w firmie Consulting Engineers Sir William Halcrow and Partners, a następnie został wykładowcą na Wydziale Inżynierii Lądowej i Wodnej Uniwersytetu w Edynburgu. W 1957 został profesorem na Wydziale Inżynierii w Northwestern University w Evanston w Stanach Zjednoczonych. Od 1961 do 1988 był profesorem i dziekanem Wydziału Inżynierii na Swansea University, w 1989 został profesorem UNESCO Katalońskiego Uniwersytetu w Barcelonie. 
Jako jeden z pierwszych na świecie zastosował metodę elementów skończonych (MES) do obliczeń w inżynierii ogólnej i stworzył podręcznik na jej temat. Podręcznik ten i kolejne przyczyniły się w latach 50. do gwałtownego rozwoju techniki MES. Profesor Zienkiewicz był laureatem wielu nagród, twórcą ponad 600 pozycji naukowych. Był członkiem Królewskiego Towarzystwa Naukowego oraz Królewskiej Akademii Inżynierii i wielu innych organizacji, w tym członkiem zagranicznym Polskiej Akademii Nauk. Został wyróżniony doktoratem honoris causa Politechniki Śląskiej, Politechniki Warszawskiej, Politechniki Częstochowskiej i Politechniki Krakowskiej. Był odznaczony m.in. Royal Medal, IStructE Gold Medal, Timoshenko Medal.